# Heliaster solaris
Heliaster solaris är en sjöstjärneart som beskrevs av A.H. Clark 1920. Heliaster solaris ingår i släktet Heliaster och familjen Heliasteridae. Inga underarter finns listade i Catalogue of Life.